# Colgorma diluta
Colgorma diluta är en insektsart som först beskrevs av Stsl 1859.  Colgorma diluta ingår i släktet Colgorma och familjen Tropiduchidae. Inga underarter finns listade i Catalogue of Life.